# Keratella valga
Keratella valga är en hjuldjursart som först beskrevs av Ehrenberg 1834.  Keratella valga ingår i släktet Keratella och familjen Brachionidae. Det är osäkert om arten förekommer i Sverige. Inga underarter finns listade i Catalogue of Life.